# Photobucket
Photobucket是一個提供影像寄存、影片分享、幻燈片製作與照片分享服務網站，於2003年由Alex Welch與Darren Crystal利用Trinity Ventures提供的資金創立。Photobucket一般會用作個人相册，寄存網路論壇上顯示的頭像以及影像的遠端存放空間。
Photobucket上寄存的影像一般會用於eBay、MySpace、Bebo與Facebook帳號，以及LiveJournals或其他網誌與留言板，網站提供用戶500MB免費儲存容量（付費帳戶為10GB）及25GB免費頻寬（付費帳戶無限制）。Photobucket現有的服務條款禁止裸露內容。Photobucket支援FTP，但使用者需為Pro帳號所有人。網頁發佈精靈的支援是FTP另一選擇，免費帳號亦可使用。
根據Nielsen/Netratings公司的說法，Photobucket被評為2005年發展最迅速的網站，另據ComScore的說法現時其流量位列於首50名之內。截至2007年5月10日為止Photobucket聲稱已有超過28億張圖像上傳到其網站。

## 發展
2007年3月Photobucket擁有美國網絡攝影網站瀏覽量市佔率41.4% 財星雜誌於2007年3月28日報道Photobucket擁有3600萬名註册用戶，每日有8萬5000名新用戶加入。財星雜誌聲稱每月瀏覽Photobucket的用戶比瀏覽Facebook的為多，其中56%用戶年齡在35歲以下，52%為女性。根據TechCrunch的說法現有30萬個獨立網站鏈接到Photobucket。
Photobucket的投資銀行雷曼兄弟控股公司估計該公司市值約為3至4億美元或更多。

## 被新聞集團收購
根據2007年5月30日的報道新聞集團已收購了Photobucket，雙方並沒有披露交易細節。不過，新聞集團已在2009年把Photobucket出售給Ontela。

## 外部連結
- 官方網站（页面存档备份，存于）
- 官方網誌（页面存档备份，存于）
- Photobucket Leads Photosharing於網誌Hitwise
- Interview with Darren Crystal, CTO and Co-Founder of Photobucket（页面存档备份，存于）於techrockies.com
- 匿名访问PhotoBucket